# Carpelimus vancouverensis
Carpelimus vancouverensis är en skalbaggsart som beskrevs av Hatch 1957. Carpelimus vancouverensis ingår i släktet Carpelimus och familjen kortvingar. Inga underarter finns listade i Catalogue of Life.